# Sankt Nikolai grekisk-ortodoxa kyrka, Manhattan
Sankt Nikolai grekisk-ortodoxa kyrka (engelska: St. Nicholas Greek Orthodox Church) är en grekisk-ortodox kyrkobyggnad belägen på Liberty Street 130, i stadsdelen Manhattan i staden New York City i delstaten New York, i nordöstra USA.
Kyrkan är helgad åt helgonet Nikolaus och tillhör det Grekisk-ortodoxa ärkestiftet i Amerika i Konstantinopels ekumeniska patriarkat.

## Historik
Den ursprungliga kyrkan stod på samma gata och var också helgad åt Sankt Nikolaus. Den uppfördes år 1916.
Kyrkan låg vid foten av World Trade Centers södra torn (2 WTC) och totalförstördes således i samband med att detta torn kollapsade som en följd av 11 september-attackerna 2001. Några dagar efter attackerna hittades några reliker i ruinerna efter kyrkan. Inga personer befann sig i kyrkan när tornet rasade.
I juli 2010 grävdes även rester upp av ett skepp från 1700-talet. Kyrkans skyddshelgon, Sankt Nikolaus, är också skyddshelgon för sjömän. I samband med det trodde många att det var ett tecken på att kyrkans återuppbyggande kunde ske.
Efteråt påbörjades förhandlingar till att bygga upp kyrkan igen. Detta möjliggjordes av "The Friends of Saint Nicholas", som bildades i december 2019 för att investera, samla in och betala ut medel för återuppbyggandet.
Den nya kyrkan invigdes slutligen i december 2022, och är belägen i närheten av där den gamla kyrkan stod, på samma gata.

## Bilder

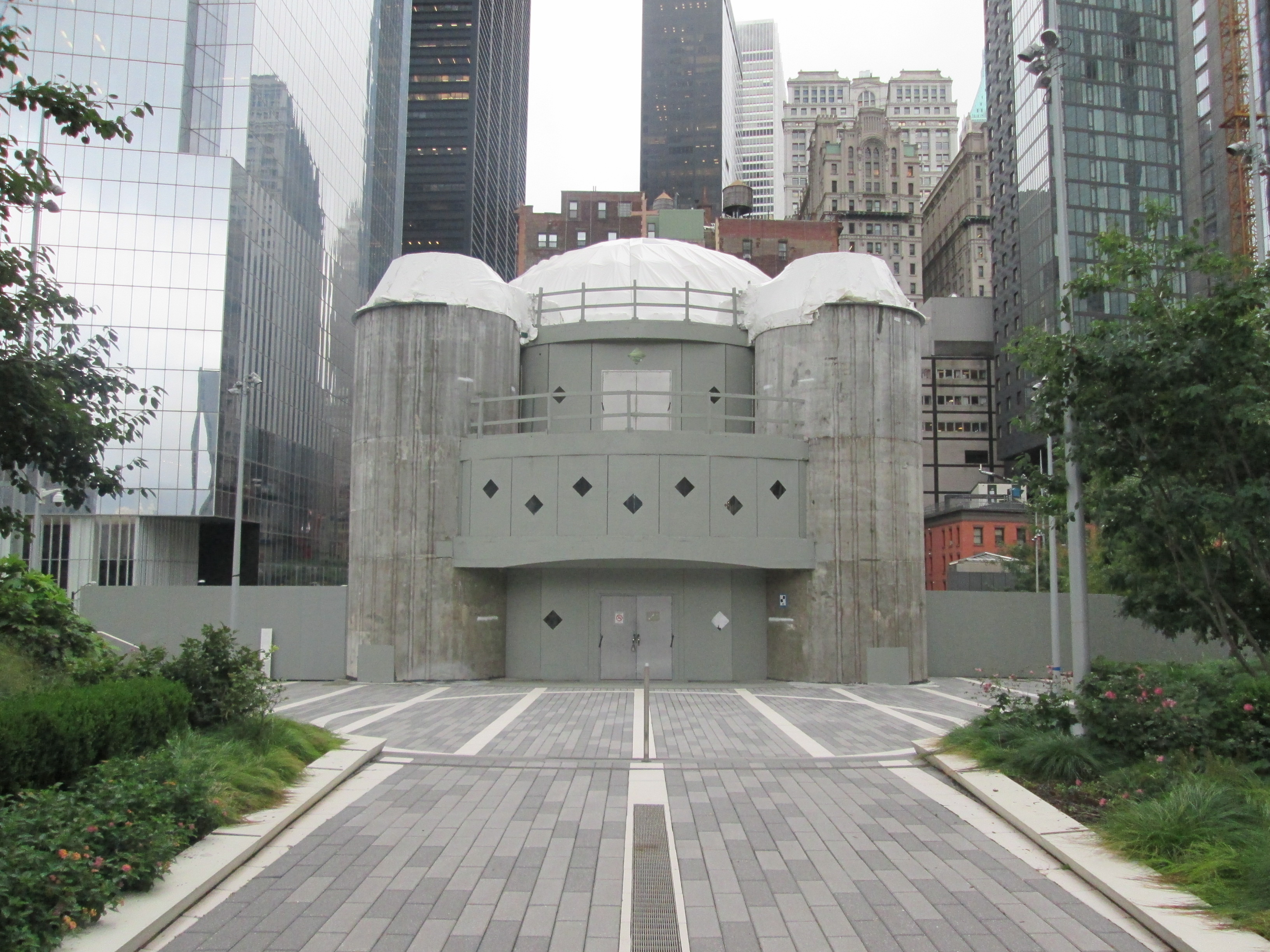
Den nya kyrkan under byggnation (14 september 2018).
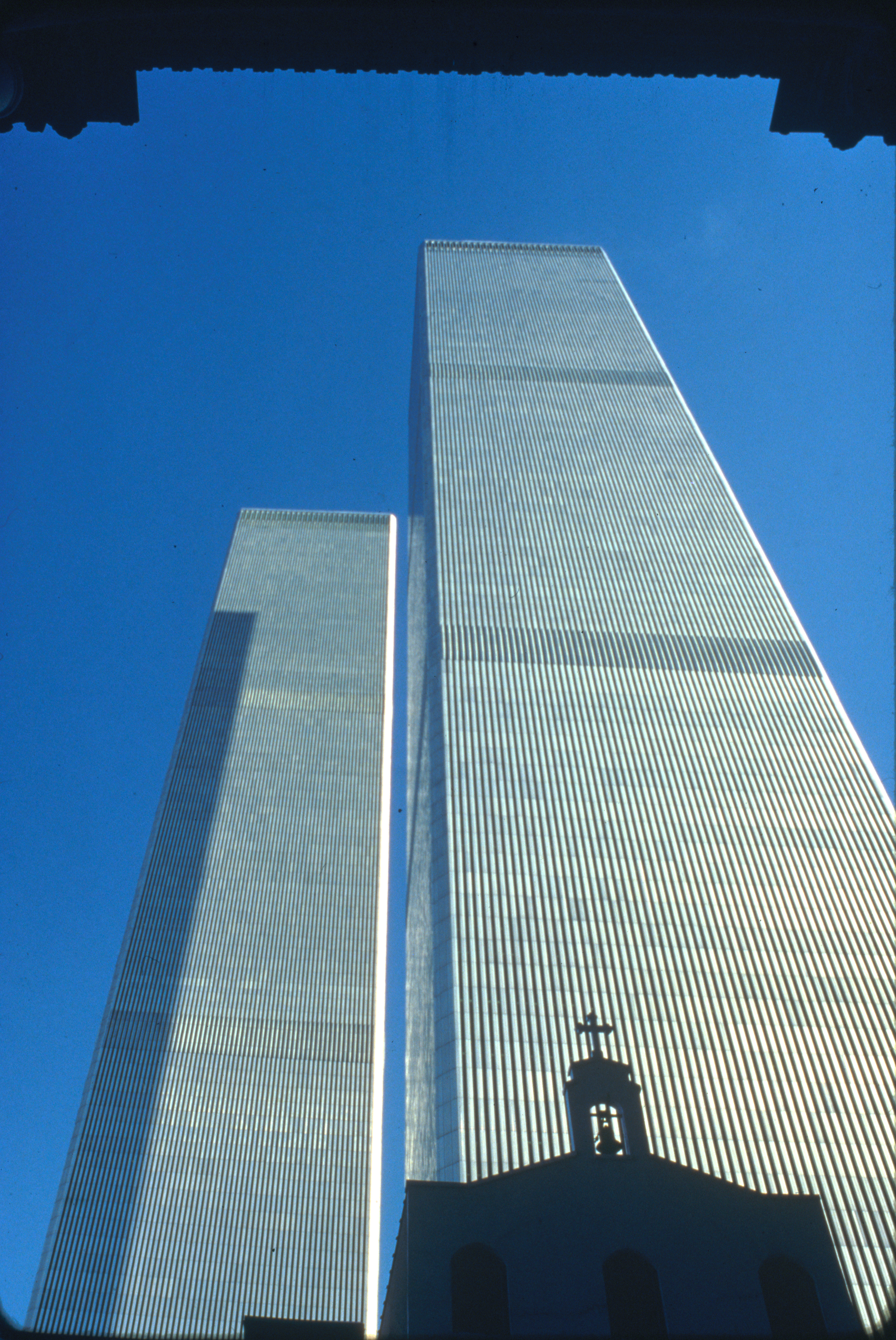
De två tvillingtornen med en del av den gamla kyrkan (längst ner till höger).